# Вуглепрояви
Вуглепрояви (рос. углепроявления, англ. coal show; нім. Kohlenauftreten n) – природне скупчення викопного вугілля невеликих або нез’ясованих розмірів. При позитивних результатах наступної розвідки В. може бути переведено в розряд родовищ.